# Giovanni Schiaparelli
Giovanni Virginio Schiaparelli (Savigliano, prop de Cuneo, Piemont, 14 de març de 1835 – Milà, 4 de juliol de 1910) va ser un astrònom italià.
Schiaparelli, en les seves clàssiques investigacions sobre la teoria de les estrelles fugaces, va descobrir en 1866 la relació entre els Perseids i l'estel 1862 III. Gran observador de Mart i veritable fundador de la seva topografia, els "canals" del qual va descobrir en 1877. El 5 de setembre d'aquest any va començar a dissenyar el primer mapa d'aquest planeta.
Va amidar nombroses estrelles dobles entre 1875 i 1900. Va ser director de l'Observatori Astronòmic de Brera a Milà on formà, entre d'altres, Michele Rajna. El seu nom figura també en cràters de la Lluna i Mart.
Va descobrir l'asteroide (69) Hesperia (26 d'abril de 1861). S'ha batejat en el seu honor l'asteroide (4062) Schiaparelli i també un cràter lunar.